# سوكويانت
السوكويانت، من بين أسماء أخرى، هو نوع من العفاريت المتغيرة الشكل والماصة للدماء الموجودة في الفولكلور الكاريبي. 

## أسماء أخرى
الروح لها عدة أسماء إقليمية:
- أول هيج أو أولي هيج في غيانا[2] بليز وجامايكا.[3][4]
- أسيما في سورينام[5]
- هاج في جزر البهاما وباربادوس
- سوكويانت أو سوكريانت في سانت لوسيا، لويزيانا،[6] ترينيداد، وأماكن أخرى في منطقة البحر الكاريبي[بحاجة لمصدر] [7]

## أسطورة
السوكويانت هي شخصية فولكلورية تظهر على شكل إمرأة عجوز (أو رجل) منعزل أثناء النهار. في الليل، يقومون بنزع الجلد المتجعد عنهم ووضعه في الهاون. على شكل كرة نارية، يطيرون عبر السماء المظلمة بحثًا عن ضحاياهم. يمكن لـ السوكويانت الدخول إلى منزل ضحيتهم من خلال أي ثقب مهما كان حجمه مثل الشقوق وثقوب المفاتيح.
تمتص مخلوقات السوكويانت دماء البشر من خلال أذرعهم وأعناقهم وأرجلهم والمناطق الرخوة الأخرى من أجسادهم أثناء نوم الضحية، وتترك علامات سوداء وزرقاء على الجسم في الصباح.  إذا تم أمتصاص كمية كبيرة من الدماء من قبل السوكويانت، فمن المعتقد أن الضحية إما أن تموت وتصبح سوكويانت أو تموت بالكامل، تاركتًا القاتل ليأخذ جلدها. يمارس السوكويانت السحر الأسود. يتاجر السوكويانت بدماء ضحاياهم مقابل قوى الشر مع بازيل، الشيطان الذي يقيم في شجرة القطن الحريري.
من المعتقد أنه لكشف السوكويانت، يجب على المرء أن يكدس الأرز حول منزله أو عند مفترق طرق القرية؛ وسوف يكون المخلوق ملزمًا بجمع الأرز حبة حبة، ويتم القبض عليه متلبسًا بالجريمة.  ولتدميرها يجب وضع الملح الخشن في الهاون مع الجلد المنزوع حتى تهلك ولا يمكن إعادتها. يعتبر جلد السوكويانت ثمينًا ويشكل جزءًا كبيرًا من طقوس السحر الأسود.
لا يزال الاعتقاد في السوكويانت محفوظًا إلى حد ما في غيانا وسورينام وبعض جزر الكاريبي، بما في ذلك سانت لوسيا ودومينيكا وهايتي وترينيداد. تحتوي العديد من جزر الكاريبي على مسرحيات حول السوكويانت والعديد من الشخصيات الفولكلورية الأخرى. وتشمل بعض هذه الدول ترينيداد وغرينادا وباربادوس

## الأصل
تنتمي السوكويانت إلى فئة من المخلوقات الروحية تسمى الجومبيز. بعض يعتقد أن السوكويانت تم جلبهم إلى منطقة البحر الكاريبي من الدول الأوروبية في شكل أساطير مصاصي الدماء الفرنسية. وقد اختلطت هذه المعتقدات مع معتقدات الأفارقة المستعبدين.
في جزر الهند الغربية الفرنسية، وتحديدًا جزر غوادلوب ومارتينيك وأيضًا في سورينام، فإن السوكويانت هو الشخص الذي يمكنه التخلص من جلده ليتحول إلى كرة نارية مصاصة للدماء. بشكل عام، يمكن أن تكون هذه الشخصيات من أي جنس أو عمر.
يُستخدم مصطلح اللوغارو "Loogaroo" أيضًا لوصف السوكويانت، وربما يأتي من الكلمة الفرنسية التي تعني المستذئب: Loup-garou؛ وغالبًا ما يتم الخلط بينهما نظرًا لنطقهما بنفس الطريقة. في هايتي، ما يمكن اعتباره مستذئبًا، يسمى jé-rouges ("العيون الحمراء"). كما هو الحال في هايتي، يعتبر اللوغارو أيضًا شائعًا في الثقافة الموريشيوسية.
ومع مرور الوقت والتغيرات التدريجية في القصة، لم يعد يُوصف السوكويانت بأنها امرأة مسنة فقط. 

### أصول اليوروبا
من المرجح أن يكون أصل السوكويانت وكذلك "الهاج" الباهامي مرتبطًا ارتباطًا قويًا بـ "أجي"، أو الساحرة لدى شعب اليوروبا. الهاج، الذي يشبه السوكويانت، يشبه إلى حد كبير التعريف التقليدي للآجي. كان العديد من سكان جزر البهاما المنحدرين من اليوروبا يشيرون إلى النساء الكونغوليات المسنات باعتبارهن ساحرات يسلخن جلودهن في الليل ويمتصن دماء البشر. هذا له العديد من أوجه التشابه مع اليوروبا "أجي" مع بعض الاختلافات. بين اليوروبا، تترك الآجي جسدها وتتحول إلى حيوان، لكن الهاج تتخلص من جلدها وتتحول إلى كرة من النار. يرتبط كل من الهاج والأجي بالنساء المسنات، اللواتي يتركن أجسادهن خلفهن ويمتصن الدماء.
يصف كتاب "عناصر الفولكلور من زنوج جزر الباهاما" ، الذي كتبه كلافيل ونشر في عام 1904، النسخة الباهامية. تم إجراء أوجه التشابه بين الأجي الباهامية واليوروبا خلال القرن التاسع عشر من قبل ألفريد بيردون إليس في كتابه عن اليوروبا الذي نُشر عام 1894. ولكنه ربطها بروح الكابوس لدى اليوروبا، المعروفة باسم شيجيدي.
في كتابها "التنبؤ بالذات" ، تصف ڤيلما إي لوف الآجي بأنها "آكلة لحوم البشر، شريرة، تمتص الدماء، وتتحول إلى طائر في الليل وتطير إلى أماكن بعيدة، لعقد اجتماعات ليلية مع زملائها السحرة".
الهاج الباهامية كما وصفها كلافيل: "عندما تدخل الهاج منزلك، فإنها تتخلص دائمًا من جلدها. عندما تراها لأول مرة، تبدو وكأنها شعلة شمعة تطفو في كل مكان؛ بطريقة ما، تجعلك تنام، وتستأنف جسدها (ولكن بدون الجلد)؛ ثم تستلقي عليك، وتمتص كل قطرة دم وضعها الله فيك". هناك المزيد من الإشارات إلى الهاج الباهامية في الحكايات الشعبية لجزيرة أندروس، جزر البهاما، التي نشرتها إلسي كلوز بارسونز في عام 1918 وهي نفس نسخة كلافيل لعام 1904، ولكن الهاج يمكن أن تكون رجالًا أيضًا.

## أنظر أيضًا
- أدز (تراث شعبي)
- تشونشن
- ماناناغال